# Kummuntakanen
Kummuntakanen är en sjö i Finland. Den ligger i kommunen Kuusamo i landskapet Norra Österbotten, i den nordöstra delen av landet, 700 km norr om huvudstaden Helsingfors. Kummuntakanen ligger 277,9 meter över havet. Den är 1,6 meter djup. Arean är 63,4 hektar och strandlinjen är 3,93 kilometer lång. Sjön  ingår i Ijo älvs huvudavrinningsområde. 